# Иоанн (Козлович)
Епископ Иоанн Козлович (ум. 16 марта 1757) — епископ Русской православной церкви, епископ Переяславский и Бориспольский.

## Биография
Получил образование в Киевской духовной академии, и в ней по окончании курса состоял учителем риторики.
В 1742 году определён префектом и учителем философии в московскую Славяно-греко-латинскую академию. С 1745 года был учителем богословия.
5 апреля 1748 года назначен архимандритом московского Донского монастыря, ректором Славяно-греко-латинской академии и настоятелем училищного Заиконоспасского монастыря. Иоанн жил постоянно в Донском монастыре, а академическими делами заведовал префект академии, иеромонах Константин (Бродский).
23 февраля 1753 года Святейший Синод «наметил в Переяславль архимандрита донского и заиконоспасского монастырей Иоанна Козловича».
7 марта 1753 года Иоанн был посвящён во епископа Переяславского и Бориспольского. В епархии своей Иоанн особенно заботился об образовании юношества; на свой счёт он выстроил в Переяславле каменный корпус для семинарии, в котором последняя помещалась более 100 лет, до перевода в 1862 года в Полтаву; на монастырские суммы были выстроены два деревянные дома для помещения бедных учеников семинарии, на содержание которых средства были собираемы большею частью натурою, с церковных земель и священников.
Как человек, епископ Иоанн отличался полною нестяжательностью и чрезвычайно щедрою раздачею милостыни. По его настоянию, при всех церквах Переяславля были заведены «шпитали» (госпитали), то есть дома призрения для убогих, в которые он сам жертвовал всё, что только мог. Всякий, потерпевший какое-нибудь материальное несчастие, от пожара, вора и т. п., мог быть уверен, что получит у преосвященного помощь и пособие. Он посещал также и тюрьмы, ободряя и утешая заключенных. Рассказы о его нищелюбии и сострадательности передавались из уст в уста. Он был прозван Иоанном Милостивым.
Скончался 16 марта 1757 года в Переяславле. После его смерти у него было найдено всего 2¼ коп., все остальное было роздано нищим.
Из литературных его произведений известны его слова: на 27 июня 1742 г. (М. 1742), на новый 1749 год (M. 1749) и рукопись, содержащая в себе читанную им в академии систему философии.